# Dance for You
Dance for You è un brano musicale della cantante statunitense Beyoncé, sesta traccia dell'edizione estesa del quarto album in studio 4, che è stato pubblicato il 24 giugno 2011 dalla Parkwood Entertainment e Columbia Records.

## Descrizione e composizione
Scritta da Beyoncé, The-Dream e Christopher Stewart, con la produzione dei primi due, Dance for You La canzone è stata registrata presso gli MSR Studios di New York e i Real World Studios di Box nel Wiltshire nel Regno Unito.
Dance for You è una canzone R&B midtempo con un'atmosfera sensuale, enfatizzata dalla voce della cantante e dalla strumentazione composta da una batteria, una chitarra elettrica, una chitarra bluesy, organo e sintetizzatori. Le sonorità sono state associate a due brani della discografia precedente di Beyoné: a Speechless, presente in Dangerously in Love, e a Cater 2 U presente in Destiny Fulfilled pubblicato con le Destiny's Child.

## Pubblicazione
La traccia è stata resa disponibile nell'edizione deluxe di 4, acquistabile presso Target Corporation fino a gennaio 2012; successivene è stata inserita come sesta traccia della versione estesa dell'album.
Il 20 ottobre 2012 è stato pubblicato un remix ufficiale del brano in collaborazione con il rapper statunitense T.I..

## Video musicale
Il video musicale di Dance for You è stato co-diretto da Beyoncé e Alan Ferguson. Il videoclip è stato girato in un ufficio di New York e vede la cantante eseguire una coreografia sensuale e seducente sia da solista che con il corpo di ballo mentre è osservata dall'uomo amato, interpretato dall'attore Brett G. Smith. Beyoncé rende omaggio all'attrice e cantante tedesco-americana Marlene Dietrich nel video, e indossando vestiti ispirati agli anni 1920 e ispirati ai film film noir; riguardo al video la cantante ha dichiarato:

## Successo commerciale
Nella settimana conclusasi il 29 marzo 2012, Dance for You è diventato la sesta canzone da 4 a esordire nella Billboard Hot R&B/Hip-Hop Songs alla posizione numero 76.  Successivamente si è posizionato alla decima posizione nella settimana conclusasi il 29 settembre 2012 alla posizione numero 10, diventando il diciannovesimo brano da solista a apparire tra le prime dieci posizione della classifica e il quarto dell'album 4. Per la settimana conclusasi il 22 settembre 2012, Dance for You ha esordito alla posizione numero 100 della Billboard Hot 100, raggiungendo il picco alla posizione numero 78.

## Classifiche
| Classifica (2012)         | Posizione massima |
| ------------------------- | ----------------- |
| Stati Uniti               | 78                |
| Stati Uniti (R&B/Hip-Hop) | 7                 |